# Привокзальный сквер (Кременчуг)
Привокзальный сквер — сквер, расположенный на одноимённой площади перед главным вокзалом города Кременчуг (Полтавская область, Украина).

## История
В 1870 году в Кременчуге на площади перед вокзалом (тогда —  Ярмарочная площадь) был разбит небольшой сквер с клёнами американскими, тополями пирамидальными и робинией обыкновенной. Через сквер к вокзалу проходила широкая аллея. В начале аллеи была установлена декоративная арка с парой фонарей по обе стороны, накрытых двускатной крышей для защиты от дождя и ветра.
В 1946 году был восстановлен разрушенный во время Второй мировой войны вокзал. Строительный мусор складывался в сквере. Во время субботника накануне майских праздников в 1947 году железнодорожные работники засыпали в сквере ямы, высадили клёны, робинии и цветы. Позже была установлена скульптурная группа «Ленин и Сталин в Горках» (одна из самых популярных скульптур того периода, авторства украинских скульпторов — см. Памятники Сталину), вокруг был разбит газон и высажены цветы. Скульптура просуществовала до 1956 года.
В 1957 году было принято решение реконструировать площадь. Работы начались в 1958 году и продолжались несколько лет. Площадь была вымощена брусчаткой и позже покрыта двухслойным асфальтобетонным покрытием. Были обустроены асфальтированные тротуары, наружное освещение, входная лестница в здание вокзала, гранитный парапет, проведено озеленение и установлен фонтан. Фонтан размещался перед парапетом, отделявшим площадь от проезжей части. Посередине бассейна прямоугольной формы, выполненного из местного серого гранита, размещалась чаша. В план мероприятий по благоустройству города в 1973 году был включён пункт о ремонте водоснабжения фонтана, однако позже фонтан был приспособлен под цветник.
В 1980-х годах площадь сквера составляла 0.2 га. Среди насаждений преобладали каштан обыкновенный, робиния обыкновенная, туя западная, на клумбах росли розы.
В рамках реконструкции Привокзальной площади в 2005 году в сквере были высажены новые деревья: появились растения с шаровидными, плакучими и колоновидными кронами (клён остролистный, рябина обыкновенная, можжевельник обыкновенный, казацкий, спирея Вангутта). Были установлены новые скамейки и фонари.